# Serruria kraussii
Serruria kraussii är en tvåhjärtbladig växtart som beskrevs av Meissn.. Serruria kraussii ingår i släktet Serruria och familjen Proteaceae. Inga underarter finns listade i Catalogue of Life.